# Relatywizm moralny
Relatywizm moralny – pojęcie niejednoznaczne, obejmujące różne, zbliżone poglądy na moralność. Wersja pierwsza, określana jako normatywny relatywizm moralny, uznaje, że różni ludzie mogą podlegać odmiennym wymaganiom moralnym. Wersja druga, określana jako relatywizm osądu moralnego, stanowi, że sądy moralne są względne i zależą od osób, grupy i okoliczności. W wersji trzeciej, nazwanej relatywizmem metaetycznym, uznaje się, że każdy system wartości może być równoprawny. Mogą istnieć wersje słabe i mocne relatywizmu moralnego. W wersji słabej względność oceny w relacji do obyczajów, tradycji religii bądź systemu prawnego dotyczy tylko niektórych kategorii czynów.

## Rodzaje i istota relatywizmu
Etyka, rozumiana jako nauka o moralności, opisuje różnorodne systemy etyczne. Systemy te zmieniają się z upływem czasu, co określa się mianem relatywizmu historycznego. Przykładowo osoby chore kiedyś wykluczano ze społeczeństwa, dzisiaj za właściwe uznaje się je leczyć. Jednak nawet w tych samych czasach w różnych kulturach obowiązują zupełnie inne normy moralne. Przykład stanowić może podejście do wielożeństwa. Zjawisko to nazywa się relatywizmem kulturowym. Co więcej, istnieją również normy odnoszące się jedynie do określonej grupy społecznej. Przykład stanowią poszczególne etyki zawodowe. Jest to relatywizm socjologiczny. Relatywizm nie tylko przyjmuje fakt istnienia różnych systemów, ale uznaje ich równorzędność.
Poglądem przeciwstawnym do relatywizmu moralnego jest absolutyzm moralny (rygoryzm etyczny), uznający niezależne od człowieka, niekiedy ponadnaturalne źródło zasad moralnych. Relatywizm wprost przeciwnie – widzi źródło zasad moralnych w człowieku, traktuje systemy normatywne jako rodzaj umowy społecznej.
Słowa relatywizm używa się niekiedy na oznaczenie zjawiska dowolności w stosowaniu bądź odrzucaniu norm moralnych w zależności od bieżącej sytuacji i własnej wygody. Rozumienie takie jest błędne. Relatywizm nie odnosi się w ogóle do jednostki, żyjącej w danych czasach, danej kulturze, danej grupie społecznej. Relatywizm nie jest immoralizmem.

## Krytyka
Relatywizm moralny krytykowany jest głównie przez osoby o poglądach konserwatywnych, zwłaszcza zwolenników koncepcji prawa naturalnego, często w związku z poglądami religijnymi – relatywizm uważany bywa za antychrześcijański. Krytykę taką spotyka się w kontekście debaty na temat zaostrzenia kar dla przestępców, dopuszczalności aborcji, cenzury, etyki lekarskiej czy traktowania homoseksualizmu.
Wysuwane są przeciw niemu następujące zarzuty.
1. Relatywizm prowadzić ma poprzez zmniejszenie znaczenia norm i wartości do zakwestionowania norm i wartości w ogóle,
2. Jako że wartości mają wedle relatywistów charakter umowny, a nie absolutny, powstawać ma poczucie pustki,
3. Zależność norm i wartości od kontekstu skutkować ma ich instrumentalizacją,
4. Zmienność norm i wartości wywołuje chaos.

Argumentom tym towarzyszy wyobrażenie relatywisty jako człowieka immoralnego, nieograniczającego się żadnymi zasadami, nieskrępowanego pojęciami dobra i zła, odrzucającego moralność w ogóle, wykazującego szczególną podatność na dewiacje. W rezultacie dochodzić ma do anomii. Relatywista musi brać pod uwagę, że spotykany przezeń inny człowiek ma własny system moralny, ich systemy mogą się różnić. Niebezpieczeństwo wynikające z uznawania przez lekarza odmiennych poglądów moralnych pacjenta opisuje Edmund Pellegrino, który dostrzega w tym zagrożenie integralności moralnej lekarza. Wedle tego autora lekarz zachowujący neutralność światopoglądową, a nie postępujący wedle własnych poglądów, zostaje podporządkowany dewiacjom społecznym i osobowościowym ze szkodą dla swej godności i autonomii. Stanowisko uznające wszystkie poglądy moralne za jednakowo ważne i uzasadnione prowadzić może wręcz do nihilizmu. Społeczeństwo nie dostaje nic w zamian, bo relatywizm nie gwarantuje demokracji.
Absolutyzm wydaje się też łatwiejszy do przyjęcia jako prostszy system. Relatywizm jest bardziej skomplikowany, niejednoznaczny, nie daje poczucia bezpieczeństwa, jako że odpowiedzialność za wybór spada na osobę, która tego wyboru dokonała. Nie może ona powołać się na autorytet i sama podejmuje decyzję.

## Obrona
Zwolennicy relatywizmu moralnego odpierają zarzuty jego krytyków. Najprostsza krytyka krytyki relatywizmu podnosi, że relatywizm nie daje co prawda gwarancji, ale jednak bardziej niż absolutyzm sprzyja rozwojowi demokracji, nie popada w skrajności.
Obrońcy relatywizmu krytykują z kolei absolutyzm. Po pierwsze więc trudno mówić o jednym obowiązującym systemie normatywnym, kiedy faktem pozostaje istnienie licznych systemów, różnych od siebie. Nawet pojęcie prawa naturalnego rozumiane jest w różny sposób, a zwolennicy jednej jego koncepcji często nie mogliby zgodzić się z głosicielami innej. Absolutyści często wywodzą istnienie jedynego systemu wartości ze swych poglądów religijnych, ale w tych poglądach już całkowicie się różnią. W Boga wyobrażonego sobie przez jednych nie wierzą inni. Co więcej, nawet dla ludzi żyjących w tych samych czasach, tej samej kulturze czy  grupie społecznej różne wartości zajmować mogą zupełnie różne miejsce w ich hierarchii. To, co dla jednego jest najważniejsze, dla innego może być mało ważne. Ponadto istnienie jakiejś zasady obowiązującej w społeczeństwie nie oznacza od razu, że zasada ta jest rzeczywiście warta jej przestrzegania. Dawne systemy aprobowały przemoc skierowaną ku dzieciom czy niewolnictwo, dzisiaj przeważnie uznawane za złe. Uświęcenie normy przez wielowiekową tradycję nie czyni jej więc słuszną, a norma ta z biegiem czasu się zmienia.
Dalej idąc, wszystkie właściwie zasady moralne obowiązują nie w każdych okolicznościach, ale z wyjątkami. Wydawałoby się niepodważalna zasada "nie zabijaj" ma szereg wyjątków, do których zaliczyć można wojnę, karę śmierci, eutanazję. Absolutyzm moralny nie uwzględnia też konfliktów wartości. Proste zasady rygoryzmu etycznego nie oddają złożoności świata.
Przeciwnicy rygoryzmu etycznego przypominają również o jego związkach z systemami totalitarnymi, z faszyzmem czy komunizmem, a w dzisiejszych czasach z ruchami skrajnej prawicy. Uważają, że zbrodnie popełnione w wyniku nieprzyjmowania pewnych norm moralnych są znacznie mniejsze, niż te powstałe w związku z konformizmem wobec norm, że w przeciwieństwie do relatywizmu absolutyzm moralny wiąże się z atmosferą strachu, poczuciem istnienia spisków, układów, zagrożenia ze strony innej grupy. Relatywizm tak bardzo człowieka nie ogranicza, nie infantylizuje, nie czyni go zależnym, chroni jego autonomię. Skłania do refleksji, uniemożliwia zaś myślenie utartymi schematami. Wbrew poglądom absolutystów nie pozwala postępować wedle niczym nieskrępowanej własnej woli, ale domaga się uznania, że inni ludzie również mają swoje systemy wartości. Jednostka musi więc sama ograniczyć swoją wolność ze względu na innych. Istnieją systemy moralne, w których to właśnie ta jednostka jest na pierwszym miejscu, a nie, jak w dawnych systemach, normy i wartości. Osobą w danej sytuacji zajmuje się etyka troski.

## W badaniach
Osoby o odmiennych sposobach postępowania poddawano badaniom. W 1970 Maria Ossowska opublikowała pracę porównującą skłonność absolutystów moralnych i relatywistów moralnych do anomii, w którym nie stwierdzono pomiędzy nimi żadnych różnic. Co więcej, dana norma przestrzegana jest niezależnie od tego, czy postrzega się ją jako umowną, a wręcz uczestniczy w jej tworzeniu, czy też ma charakter absolutny. Jej przestrzeganie zależy prawdopodobnie (choć badanie, które to wykazało, krytykowano ze względu na użytą metodologię) od osobistego zaangażowania przestrzegającej jej bądź nie osoby, a nie od samej normy. Inne badania wykazały natomiast mniejszą skłonność do zachowań destrukcyjnych u osób o bardziej dojrzałym myśleniu, skłonniejszych do refleksji, lepiej hamujących zachowania rutynowe.